# Gare de la Marine de Davia
Gare de la Marine de Davia vasútállomás Franciaországban,  településen.

## Vasútvonalak
Az állomást az alábbi vasútvonalak érintik:
- Ponte-Leccia-Calvi-vasútvonal

## Kapcsolódó állomások
A vasútállomáshoz az alábbi állomások vannak a legközelebb:
- Gare de Bodri
- Gare d’Aregno